# Berëzovskij (Oblast' di Sverdlovsk)
Berëzovskij è una città della Russia siberiana estremo occidentale (Oblast' di Sverdlovsk), situata sul fiume Berëzovka (affluente sinistro della Pyšma), 13 km a nordest del capoluogo Ekaterinburg. Dal punto di vista amministrativo, costituisce un distretto urbano direttamente dipendente dalla oblast'.

## Società

### Evoluzione demografica
Fonte: mojgorod.ru
- 1959: 30.600
- 1979: 42.200
- 1989: 47.900
- 2007: 47.700